# Mine de Sherman
La mine de Sherman est une ancienne mine à ciel ouvert de fer située à Temagami en Ontario au Canada.

## Histoire
La mine était un site majeur de production de minerai de fer, ouverte en 1968 et fermée en 1990. La mine Sherman était la plus grande mine à ciel ouvert de Temagami, composée de sept fosses à ciel ouvert appelées East Pit, South Pit, North Pit, West Pit et the Turtle Pits. La mine a été découverte au début du XIXe siècle, mais les découvertes d'argent et d'or dans le nord-est de l'Ontario en ont limité l'intérêt. Alors que le gouvernement ontarien offrait des primes aux producteurs de minerai de fer, la mise en production de mines de fer ne présentait guère d’intérêt en raison de la production moins coûteuse de minerais issus du gisement de Mesabi Range provenant des États-Unis et de la Grande Dépression.
Ce n'est que dans les années 1950 que les producteurs d'acier canadiens ont commencé à enquêter sur les disponibilités nationales de minerai de fer. Cela mena à la réouverture de la mine de Moose Mountain et à la mise en valeur des mines d'Adams, de Sherman et du lac Bruce dans le nord de l'Ontario. La mine Sherman fonctionnait de pair avec la mine Adams à Kirkland Lake, et lorsque la mine Adams approcha de l'épuisement de ses réserves de minerai économiques, il fut décidé de fermer également la mine Sherman. La mine produisit près de 86 millions de tonnes de minerai de fer. L'infrastructure de surface a été retirée et le site fut abandonné. Les piles de déchets sont actuellement utilisées par la municipalité comme source de pierre concassée pour les travaux routiers.

## Géologie
La mine a été établie sur deux gisements de fer rubané orientés au nord-est : la chaîne ferrifère Northeast Arm (en) au sud et la chaîne de Vermilion au nord.
Ces formations géologiques vieilles de 2,7 milliards d'années sont constituées de fines couches de sédiments qui se sont déposées dans un environnement marin et se sont ensuite métamorphosées.